# 10404 McCall
10404 McCall è un asteroide della fascia principale. Scoperto nel 1997, presenta un'orbita caratterizzata da un semiasse maggiore pari a 3,0918291 UA e da un'eccentricità di 0,0862447, inclinata di 2,58060° rispetto all'eclittica. Misura circa 9,5 km di diametro.
L'asteroide è dedicato a Robert Theodore McCall (1919-2010), artista noto per le sue illustrazioni sullo spazio, usate per documentare le imprese della NASA e nella fantascienza. I suoi murali decorano il National Air and Space Museum.